# Julvécourt
Julvécourt è un comune francese di 75 abitanti situato nel dipartimento della Mosa nella regione del Grand Est.

## Società

### Evoluzione demografica
Abitanti censiti